# Giovanni Battista Piamarta
Giovanni Battista Piamarta (Brescia, 26 novembre 1841 – Remedello, 25 aprile 1913) è stato un presbitero ed educatore italiano, fondatore della Congregazione della Sacra Famiglia di Nazareth. È venerato come santo dalla Chiesa cattolica.

## Biografia
Giovanni Battista Piamarta nasce a Brescia il 26 novembre 1841 da una famiglia povera. Orfano di madre a 9 anni, cresce vivacissimo nei vicoli dei rioni popolari della città, trovando un sostegno educativo nel nonno materno e nell'oratorio che affinano la sua sensibilità e la sua straordinaria generosità; la sua adolescenza fu difficile e grazie al parroco di Vallio Terme (Bs) poté entrare nel seminario diocesano.
Ordinato sacerdote il 24 dicembre 1865, inizia il suo ministero sacerdotale a Carzago Riviera, Bedizzole; è nominato, poi, direttore della parrocchia di Sant'Alessandro in città e in seguito parroco di Pavone del Mella. Le prime esperienze oratoriane sono per lui una preziosa possibilità di conoscere da vicino la gioventù alle prese con il duro mondo delle fabbriche della nascente industria bresciana. Nei 13 anni di fecondo apostolato coglie risultati ammirabili ed il rispetto dei suoi ragazzi.
Il segreto del suo "successo" era semplice, ovvero, la forza della preghiera: "Se io non facessi due o tre ore di orazione ogni mattina, non potrei portare il peso che il buon Dio mi ha imposto", raccontava instancabile.
Lascia la Parrocchia di Pavone del Mella per tornare nella sua Brescia per dedicarsi a realizzare un'opera da tempo pensata e sognata. Per dare ai giovani una sicura preparazione professionale e cristiana e riflettendo sull'abbandono spirituale e la perdita della fede di tanti giovani che confluivano in città per motivi di lavoro, egli, poverissimo ma fiducioso nella provvidenza, avvia l'Istituto Artigianelli il 3 dicembre 1886 con l'aiuto del sacerdote monsignor Pietro Capretti, conosciuto durante l'esperienza nell'oratorio di sant'Alessandro e con il supporto dell'Avv. Marco Trabucchi, primo presidente dell'Anonima Agricola Industriale Bresciana.
Seppur con enormi difficoltà, dal 1888 la crescita degli “artigianelli” non si ferma più, si moltiplicano i fabbricati ed i laboratori e i giovani ricevono una buona preparazione tecnica. Pochi anni dopo, rivolge la sua sollecitudine anche al mondo dell'agricoltura, dando origine con padre Giovanni Bonsignori alla Colonia Agricola di Remedello (Brescia), con lo scopo di ridare vitalità e dignità all'agricoltura.
Attorno a padre Piamarta si radunano presto alcuni religiosi, per condividere con lui gli ideali e le fatiche della sua missione. Nel marzo del 1900 il Padre degli Artigianelli realizza un proprio progetto, istituendo una Famiglia Religiosa, composta da sacerdoti e laici che guidassero l'educazione dei giovani; diventa il fondatore della Congregazione "Sacra Famiglia di Nazareth", presente oggi (assieme all'altra sua congregazione: le "Umili Serve del Signore") in vari continenti, Europa (Italia), Africa (Angola e Mozambico) e America del Sud (Brasile e Cile). In questi Paesi sono state fondate case missionarie per assistere le popolazioni indigenti. Negli anni ottanta la Congregazione e alcuni laici decidono di costituire un organismo ufficiale che gestisse la raccolta delle donazioni destinate ai progetti delle missioni, lo Scaip, Servizio Collaborazione Assistenza Internazionale Piamartino.
Padre Piamarta muore il 25 aprile 1913 a Remedello, al termine di una vita tutta spesa al servizio di Dio e dei fratelli.
Nel 1926 la sua salma è traslata nella chiesa dell'Istituto Artigianelli da lui costruita.

## Il culto
Il processo per la beatificazione è iniziato nel 1963. Nel 1986 la Chiesa cattolica ne ha riconosciuto l'eroicità delle virtù ed il 12 ottobre 1997 è stato proclamato beato da papa Giovanni Paolo II. Il 21 ottobre 2012 è stato canonizzato da papa Benedetto XVI durante una celebrazione solenne in piazza San Pietro. La memoria liturgica si celebra il 25 aprile, giorno della sua morte.